# Telluride (Nevada)
Telluride é uma cidade fantasma no condado de Lander estado de Nevada nos Estados Unidos.

## História
Em 1875 foi encontrada nas proximidades a mina Dollar Mine e foi fundado um campo mineiro. A mina estava localizada a uma altura de 2286 m de altitude e isso constiuía um grande problema para o transporte do minério extraído na área.Se bem que no local surgissem várias lojas e até um saloon, o fa(c)to era que a altitude do local impedia quaisquer perspetivas futuras para Telluride. A mina foi encerrada em 1912 e os habitantes abandonaram o local. Do antigo vilarejo hoje abandonado, restam apenas ruínas.